# Albrecht Kleinschmidt
Albrecht Karl Kleinschmidt (* 19. April 1916 in Friedrichshafen; † 30. August 2000) war ein deutscher Mediziner und Mikrobiologe.
Albrecht Kleinschmidt war Sohn eines Geophysikers, der die meteorologische Station in Friedrichshafen leitete. Nach dem Abitur in Stuttgart sowie dem Wehr- und Arbeitsdienst begann Kleinschmidt 1937 ein Medizinstudium in Hamburg, das er 1939 in Jena fortsetzte und in München 1942 abschloss. Im Zweiten Weltkrieg, an dem er als Truppenarzt teilnahm, wurde er schwer verletzt.
Als Assistent am Max-Planck-Institut für Psychiatrie in München arbeitete er sich in die noch in den Anfängen stehende Technik der Elektronenmikroskopie ein. Während seiner Zeit als Mitarbeiter am Hygiene-Institut der Universität Marburg (1952 bis 1956) und später am Hygiene-Institut der Universität Frankfurt entstanden erste virologische Arbeiten. 1957 erfolgte die Habilitation, 1963 die Ernennung zum außerplanmäßigen Professor. Bis 1965 arbeitete er dann als Research associate in Berkeley, wechselte dann auf eine Professur am Department of Biochemistry der New York University.
1973 folgte er einem Ruf auf den Lehrstuhl für Mikrobiologie an der Universität Ulm. Dort rief er unter anderem internationale Arbeitstagungen für »Biomolekulare Elektronenmikroskopie«, und 1988 eine »Stiftung zur Förderung der molekularbiologischen Forschung an der Universität Ulm« ins Leben.
Kleinschmidts 110 wissenschaftliche Publikationen gelten etwa zur Hälfte virologischen und/oder molekularbiologischen Themen. Zu internationalem Ruhm kam er gemeinsam mit seinem damaligen Mitarbeiter Dimitrij Lang mit der 1962 publizierten, ersten elektronenmikroskopischen Aufnahme eines natürlichen DNA-Makromoleküls (die DNA des Bakteriophagen T2), die in zahlreiche genetische Lehrbücher Eingang fand.
1976 erhielt Kleinschmidt den August-Forster-Preis der Akademie der Schönen Künste und Wissenschaften Mainz, 1978 den Robert-Koch-Preis der Robert-Koch-Stiftung in Bonn. 1991 wurde er Ehrenbürger der Universität Ulm.